# おやゆびプリンセス
おやゆびプリンセスは日本の女性アイドルグループである。通称「おやプリ」。2012年に北陸を盛り上げるために結成。2016年12月31日に一度解散した後、2017年4月1日に新生おやゆびプリンセスとして再編成。2018年4月1日解散。石川県金沢市を中心に東名阪で活動した。

## 概要
デビュー時のおやゆびプリンセスは、『北陸アイドルオーディション』で選ばれた14人による、通称おやプリ。2012年8月13日に結成、同年12月2日にデビューした。グループ名は、親指を立てて少し曲げた手の形が北陸地方、能登半島がおやゆびに似ていることにちなんで付けられた。グループのロゴマークには、この手の形を図案化したものが使われている。
2013年1月12日にデビューマキシシングル「キラキラ」をリリース。2015年5月6日にはシングル「IDOL HEART」でエイフォース・エンタテイメントよりCD発売をし、同年5月18日付のオリコン週間CDシングルランキングにて23位を記録した。
2014年、2015年の2年連続でNHKが展開する「日本中が元気になる! 全国『あまちゃん』マップ あなたの町おこしキャンペーン」「恋する地元キャンペーン」の石川県代表サポーターして選出されている。
2016年12月31日に解散。
2017年4月1日に、おやゆびプリンセスのメンバーであったぷにたんとオーディションで選ばれた4人で『新生おやゆびプリンセス』として再編成。
2018年4月1日に新生おやゆびプリンセス解散。

## 略歴
2012年
- 8月13日 - おやゆびプリンセス結成。
- 9月22日 - 石川県金沢市中央公園にて、『石川県合同学園祭』に出演。初お披露目ライブ。
- 12月2日 - 金沢AFTER HOUERSにて、おやゆびプリンセスデビューイベント『除雪アイドル発進します！』を開催。『除雪アイドル』とは、大雪であった年、おやゆびプリンセスのメンバー達が商店街の除雪をしてくれたことに感謝した当該商店街がスポンサーになってくれたことに由来する[4][出典無効]。

2015年
- 5月6日 - エイフォース・エンタテイメントよりメジャーデビューシングル「IDOL HEART」をリリース。
- 10月27日 - エイフォース・エンタテイメントよりセカンドシングル「除雪魂」をリリース。

2016年
- 7月7日 - フランスで開催されたJapan Expoに参加。
- 12月31日 - おやゆびプリンセス解散。

2017年
- 3月26日 - 新生おやゆびプリンセスお披露目。
- 4月1日 - 新生おやゆびプリンセス デビュー。

2018年
- 3月25日 - 小松 mat'sにて解散を発表。
- 4月1日 - 新生おやゆびプリンセス 解散ワンマンライブ。
- 9月16日 - 北陸アイドルフェスティバルにて新生おやゆびプリンセス 1日限定復活。

## メンバー

### 新生おやゆびプリンセス
| 名前     | よみ            | ニックネーム | 生年月日      | カラー | 備考                         |
| -------- | --------------- | ------------ | ------------- | ------ | ---------------------------- |
| 宮腰愛美 | みやこし まなみ | ぷにたん     | 1996年6月24日 | ピンク | 総監督。キャンディランド出身 |
| 鳥嶌鈴   | とりしまりん    | とりりん     | 1996年2月12日 | 青     | リーダー                     |
| 阪上瑞姫 | さかうえみずき  | みずきち     | 1997年6月16日 | 黄     | サブリーダー                 |
| 三澤那月 | みさわなつき    | なっつん     | 1994年7月2日  | 緑     | 最年長                       |
| 岩見ここ | いわみここ      | こっこたん   | 2004年9月22日 | 赤     | 最年少                       |

### おやゆびプリンセス

#### 解散時のメンバー
| 名前     | よみ            | ニックネーム | 加入期 | 生年月日      | 出身地       | カラー | 備考                           |
| -------- | --------------- | ------------ | ------ | ------------- | ------------ | ------ | ------------------------------ |
| 岡田美幸 | おかだ みゆき   | みっきぃ     | 1期    | 1989年7月4日  | 石川県金沢市 | 黄     | 自称アイドル王になる女         |
| 表花穂   | おもて かほ     | かほりん     | 2期    | 1996年1月7日  | 石川県加賀市 | 緑     | エンジェルボイス♪              |
| 宮腰愛美 | みやこし まなみ | ぷにたん     | 2期    | 1996年6月24日 | 石川県能美市 | 桃     | リーダー。キャンディランド出身 |
| 土谷雪乃 | つちや ゆきの   | のっきゅん   | 2期    | 1997年1月30日 | 石川県能美市 | 青     | 品乳少女                       |
| 山口姫夏 | やまぐち ひめか | ひめっか     | 2期    | 1999年7月10日 | 石川県金沢市 | 緑     | 夏に生まれた全開ガール！       |
| 杉村羽音 | すぎむら はね   | はねぽん     | 5期    | 2003年2月12日 | 石川県白山市 | 橙     | -                              |
| 大貫宏華 | おおぬき ひろか | ひろちゃん   | 6期    | 2001年8月14日 | -            | 黄     | -                              |
| 菅原愛美 | すがはら まなみ | すがちゃん   |        | 1991年3月8日  |              |        |                                |

#### 特務メンバー
| 名前     | よみ            | ニックネーム | 加入日       | 生年月日       | 出身地       | カラー | 備考                                                    |
| -------- | --------------- | ------------ | ------------ | -------------- | ------------ | ------ | ------------------------------------------------------- |
| 空野青空 | そらの あおぞら | あおにゃん   | 2015年7月8日 | 1996年10月16日 | 富山県富山市 |        | サイド3生まれ                                           |
| 川北麗美 | かわきた れみ   | れみぷぅ     | 2015年8月1日 | 1992年2月20日  | 石川県       | 白     | 2015年12月29日付で芸能界を引退 （その後芸能活動を再開） |

#### 元メンバー
| 名前       | よみ            | ニックネーム   | 加入期       | 生年月日       | 出身地 | カラー                                                                                              | 備考 |
| ---------- | --------------- | -------------- | ------------ | -------------- | ------ | --------------------------------------------------------------------------------------------------- | ---- |
| 道音亜惟   | みちおと あい   | あいやん       | 1期          | 富山県黒部市   | －     | 2012年9月脱退                                                                                       |      |
| 山崎真乃加 | やまざき まのか | まのか         | 1期          | 富山県富山市   | 水     | 2013年2月末卒業                                                                                     |      |
| 元谷可奈   | もとや かな     | かなすけ       | 1期          | 石川県加賀市   | 緑     | 卒業公演:2013年6月9日                                                                               |      |
| 西山あおい | にしやま あおい | あおちん       | 1期          | 石川県能美市   | 青     | 卒業公演:2013年10月5日                                                                              |      |
| 土屋由樹   | つちや ゆき     | ゆっちゃん     | 1期          | 新潟県新潟市   | 白     | 2014年2月28日付で卒業                                                                               |      |
| 大村萌子   | おおむら もえこ | もえち         | 1期          | 石川県金沢市   | 赤     | 2014年3月30日付で卒業                                                                               |      |
| 中内杏菜   | なかうち あんな | あんにゃん     | 1期          | 石川県小松市   | 桃     | 2014年5月18日付で卒業                                                                               |      |
| 延命里奈   | えんめい りな   | えんめいちゃん | 3期          | 石川県輪島市   | 桃     | 2014年12月1日付で脱退                                                                               |      |
| 山本夏生   | やまもと なつき | なちゅーん     | 1期          | 石川県小松市   | 青     | 2015年1月12日付でCarnival☆Starsへ移籍                                                               |      |
| 田村樹奈   | たむら じゅな   | じゅな         | 4期          | 石川県かほく市 | 赤     | 2015年5月31日付で卒業                                                                               |      |
| 栗田ひかり | くりた ひかり   | くろみ         | 5期          | 石川県         | －     | 2015年6月6日付で脱退                                                                                |      |
| 吉谷帆乃花 | よしたに ほのか | ほののん       | 2期          | 石川県金沢市   | 橙     | 2015年6月22日付で除名                                                                               |      |
| 大道澄香   | だいどう すみか | すーみん       | 1期          | 石川県七尾市   | 黄     | 2015年7月5日付で引退                                                                                |      |
| 島田実祐   | しまだ みゆう   | みゆっぺ       | 1期          | 石川県野々市市 | 橙     | 2015年8月16日付で引退                                                                               |      |
| 大田姫子   | おおた ひめこ   | めっこ         | 6期          | 石川県小松市   | 青     | 2015年10月23日付で正式デビュー前に脱退 卒業後「ほくりくアイドル部」で活動（2016年6月 - 2018年11月） |      |
| 松田小桃   | まつだ こもも   | こもも         | 6期          | 石川県金沢市   | 橙     | 2015年11月28日付で脱退                                                                              |      |
| 谷口桃香   | たにぐち ももか | ももたん       | 5期          | 石川県白山市   | 桃     | 2015年12月17日付で脱退                                                                              |      |
| 川北麗美   | かわきた れみ   | れみぷぅ       | 特務メンバー | 石川県         | 白     | 2015年12月29日付で芸能界を引退                                                                      |      |
| 杉村悠里   | すぎむら ゆうり | ゆうり         | 4期          | 石川県白山市   | 青     | 2016年1月8日付で除名                                                                                |      |
| 河野亜友   | かわの あゆ     | あゆちゃん     | 5期          | 石川県羽咋郡   | 黄     | 2016年1月8日付で脱退                                                                                |      |
| 上出このみ | かみで このみ   | このみん       | 6期          | 石川県加賀市   | 橙     | 2016年1月8日付で脱退                                                                                |      |
| 丸山愛菜   | まるやま あいな | まるちゃん     | 5期          | 石川県金沢市   | 桃     | 2016年1月9日付で脱退                                                                                |      |
| 松田紅葉   | まつだ もみじ   | もみじ         | 5期          | 石川県金沢市   | 赤     | 2016年2月5日付で脱退                                                                                |      |
| 甲斐萌乃佳 | かい ほのか     | かいちゃん     | 5期          | 石川県金沢市   | 赤     | 2016年2月5日付で脱退                                                                                |      |
| 下口ももか | しもぐち ももか | ももちゃん     | 6期          | -              | 緑     | 2016年3月30日付で脱退                                                                               |      |
| 角谷雅     | かくたに みやび | みやび         | 6期          | -              | 青     | 2016年6月6日付で除名                                                                                |      |
| 村木亜実香 | むらき あみか   |                | 7期          |                |        | 2016年7月31日より活動休止 2016年10月4日脱退                                                         |      |
| 岩本ひかる | いわもと ひかる | もっさん       | 5期          | 石川県七尾市   | 緑     | 2016年12月7日付で契約解除                                                                           |      |

## 楽曲

### オリジナル曲
| #  | 曲名                                   | お披露目日     | 備考                                          |
| -- | -------------------------------------- | -------------- | --------------------------------------------- |
| 1  | キラキラ                               | 2012年9月23日  |                                               |
| 2  | ごめんね(^_-)-☆SUMMERー                | 2012年11月3日  |                                               |
| 3  | エール                                 | 2012年11月3日  | 「出航〜friendship〜」に改題（2014年2月11日） |
| 4  | 君を連れて…                            | 2012年11月4日  |                                               |
| 5  | 涙wars                                 | 2012年12月2日  |                                               |
| 6  | 約束の場所                             | 2012年12月2日  |                                               |
| 7  | winter surprise                        | 2012年12月23日 |                                               |
| 8  | ウィーアー! Russell girl.              | 2013年4月14日  |                                               |
| 9  | PURE PRIDE                             | 2013年6月9日   |                                               |
| 10 | 愛踊るSOUL                             | 2013年9月22日  |                                               |
| 11 | 春望乱舞                               | 2014年3月15日  |                                               |
| 12 | 春に                                   | 2014年4月29日  | 「IDOL HEART〜春に〜」に改題（2014年9月15日） |
| 13 | 私と怠惰と罪と罰                       | 2014年10月5日  |                                               |
| 14 | みんながいれば、銀の靴なんていらない！ | 2014年10月13日 |                                               |

## 出演

### テレビ
- おやプリと一緒に踊ろう！（2015年6月 - 2016年6月、ダンスチャンネル）[34]